# Bíró Imre (kanonok)
Bíró Imre (Kecskemét, 1935. június 13. – Budapest, 1994. augusztus 1.) katolikus pap, kanonok, plébános, a Kádár-korszakban az Elnöki Tanács tagja, békepap.
A budapesti Piarista Gimnáziumban érettségizett, az Esztergomi Hittudományi Főiskolán hittudományi tanulmányokat végzett, 1958-ban szentelték pappá. Lelkészi szolgálatát Balassagyarmaton kezdte, 1960-ban Budapest–Újlak plébániáján folytatta, káplán lett. 1972-től farkasréti plébános. 1979-től kanonok rangot szerzett.
1975. június 15. és 1990. március 16. között országgyűlési képviselő volt, 1980-tól a Magyar Népköztársaság Elnöki Tanácsának tagja. Előbb Budapest 37. számú egyéni választókerületében, majd 1985-től az országos listán jutott mandátumhoz.
Békepap, az Országos Béketanács Katolikus Bizottsága főtitkára.